# ABRIXAS
ABRIXAS（A BRoadband Imaging X-ray All-sky Survey、全天広帯域X線画像探査）はドイツのX線天文衛星。3年間の掃天観測を行う計画だったが、電源系が故障して失敗した。

## 計画と設計
ABRIXASは、0.5-10キロ電子ボルトのX線域で、3年かけて全天サーベイ（掃天観測）を行うことを目指した。これは過去に0.1-2キロ電子ボルトの軟X線で行われたROSATのサーベイを補完する役割もある。計画には2000万ドルの費用を要した。
観測装置は焦点距離160cmのヴォルター-1望遠鏡7基で構成された。1基につき直径40分の視野がありそれぞれ7度離れた方角を向いていた。受光部は7つの望遠鏡で1つのセンサーを共有し、XMMニュートン用に開発されたX線CCDセンサーを転用した。

## 運用
1999年4月28日にロシアのカプースチン・ヤールからコスモスロケットにより打ち上げられた。
軌道投入から3日後、衛星のメインバッテリーが過充電により損傷し、通信が途絶えてしまった。太陽電池に光が当たる6月末から7月、電力回復を期待して通信を試みるも失敗に終わり、衛星の運用は断念された。